# Auditorio A
Auditorio A è stato un programma televisivo italiano di genere musicale della durata di sei puntate, prodotto e diffuso dall'Auditorium Rai di Napoli da Rai 2 nell'estate del 1977.

## Il programma

Milva, protagonista della 5ª puntata

La produzione decise di non ricorrere a un presentatore "ufficiale", affidando la presentazione degli ospiti al direttore d'orchestra Pino Presti e la conduzione di ogni puntata all'artista di turno. Si alternarono anche in questa veste davanti alle telecamere e al pubblico presente nell'auditorio, Angelo Branduardi, Sergio Endrigo, Gino Paoli, Roberto Vecchioni, Milva, Napoli Nuovo Sound, presentatori di sé stessi e di invitati come Pino Daniele (al suo debutto televisivo), Maynard Ferguson, Fausto Leali, Rino Gaetano, Banco del Mutuo Soccorso, Nicola Arigliano, Renato Sellani, Giorgio Baiocco, Suan (anche interprete della sigla finale) e nella sesta e ultima puntata denominata "Napoli Nuovo Sound", Edoardo e Eugenio Bennato, Napoli Centrale, Tullio De Piscopo, Toni Esposito.
Regia di Stefano De Stefani; testi di Giorgio Calabrese; musiche originali e direzione d'orchestra a cura di Pino Presti.

## Galleria d'immagini

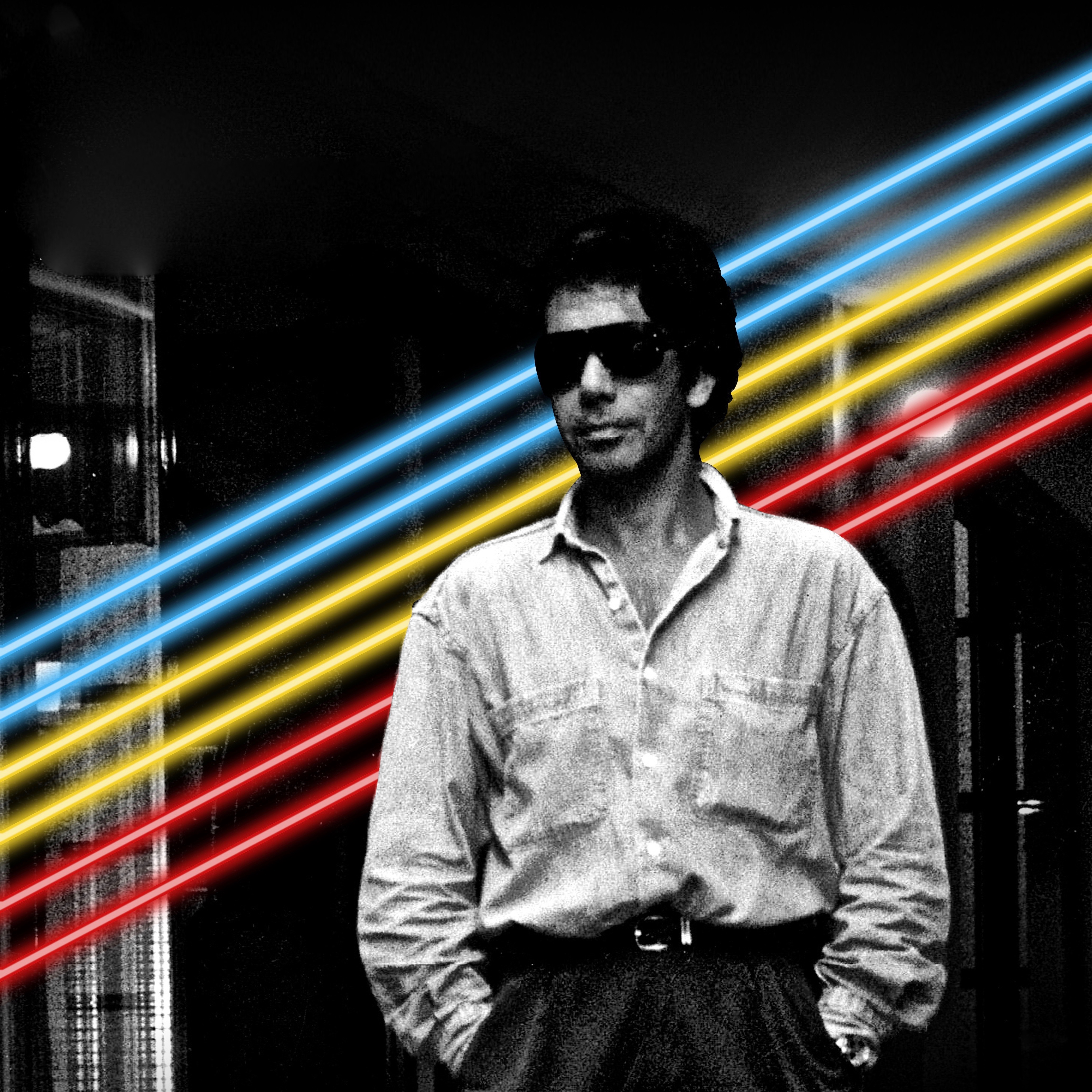
Pino Presti
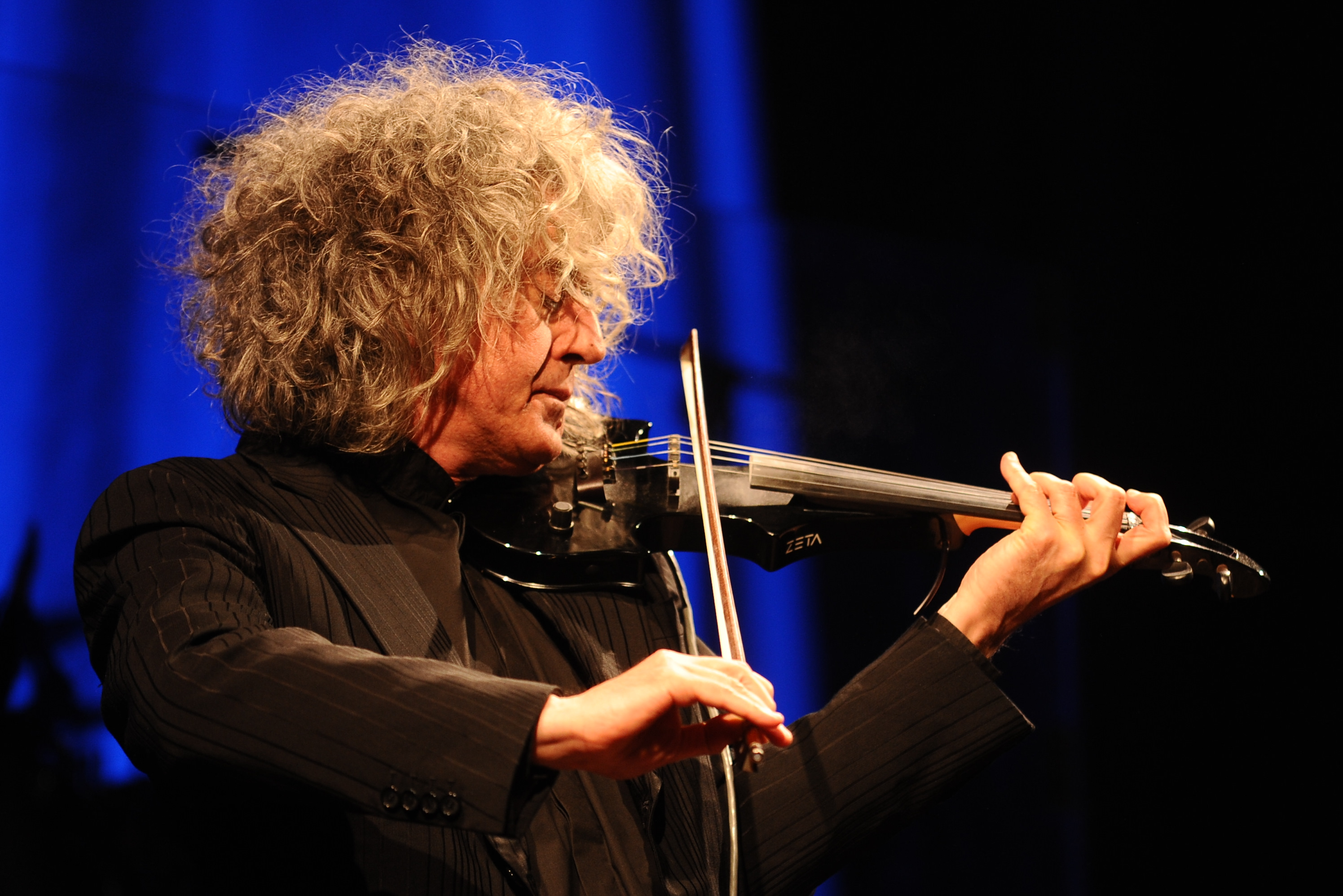
Angelo Branduardi
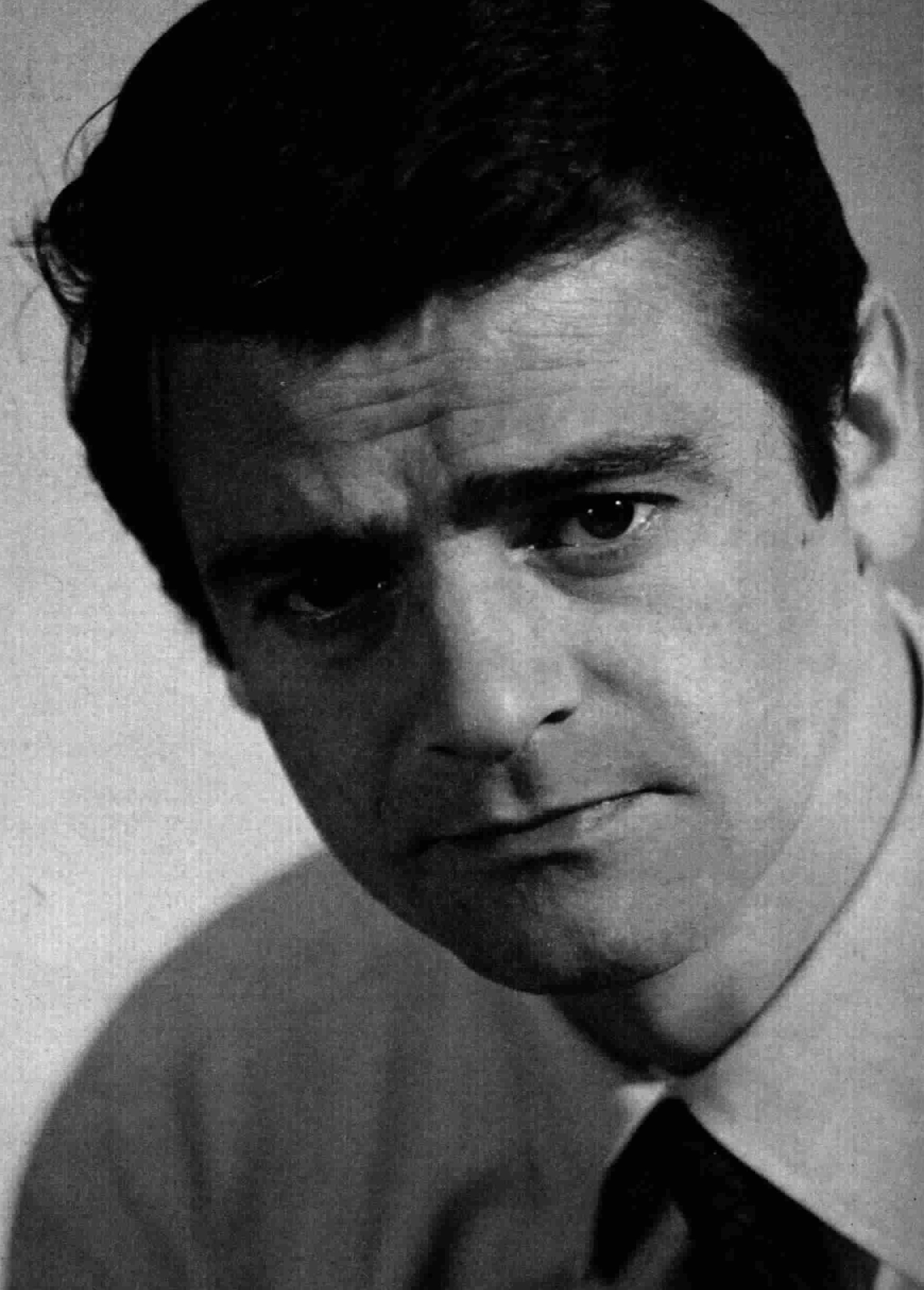
Sergio Endrigo
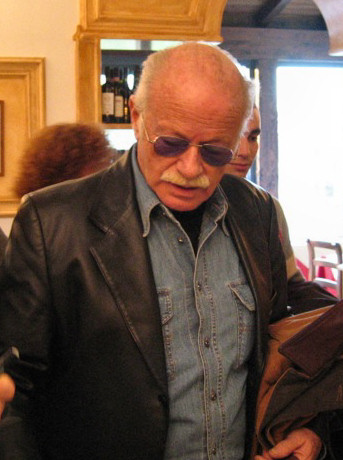
Gino Paoli
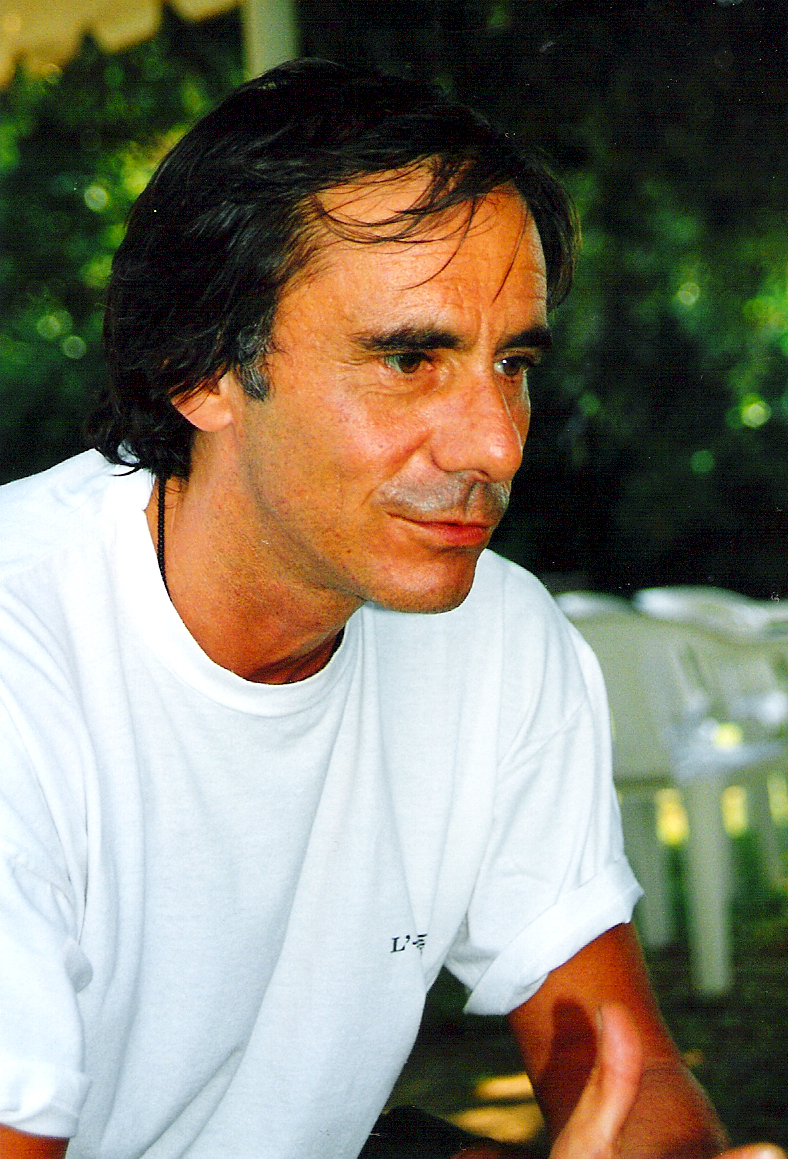
Roberto Vecchioni
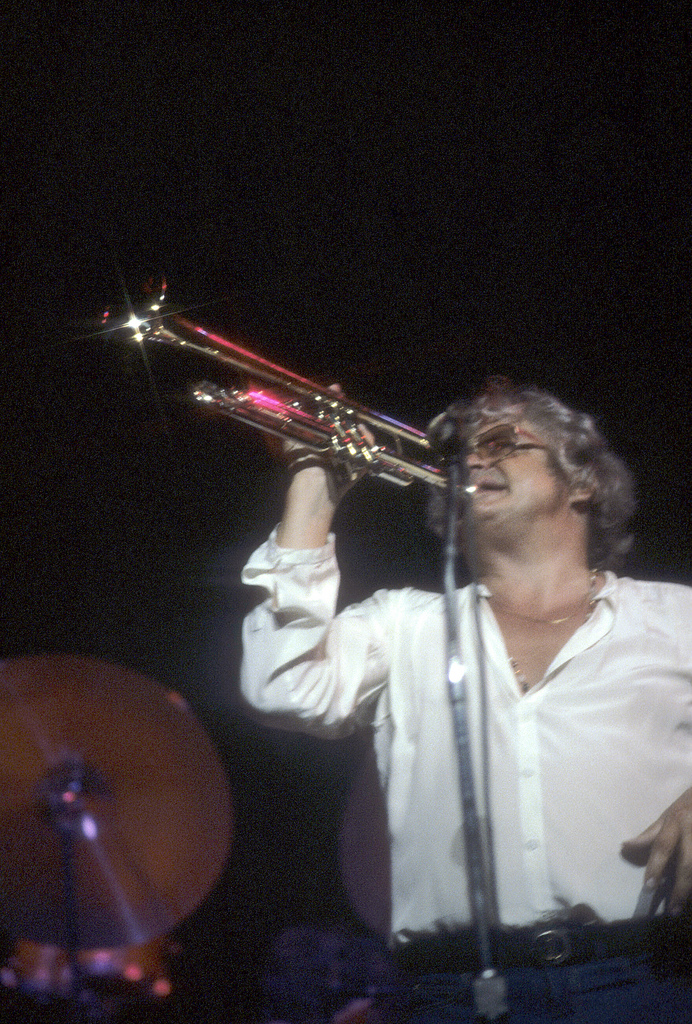
Maynard Ferguson (ospite)
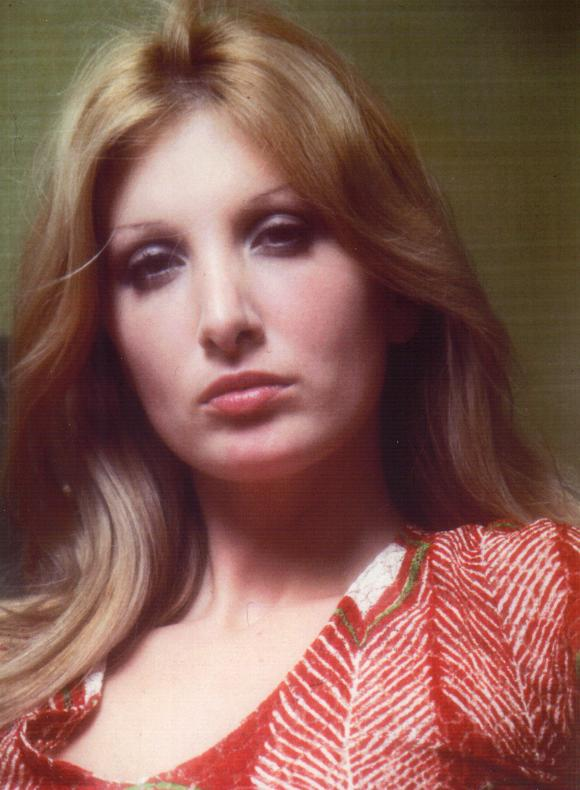
Suan (ospite e interprete della sigla finale)
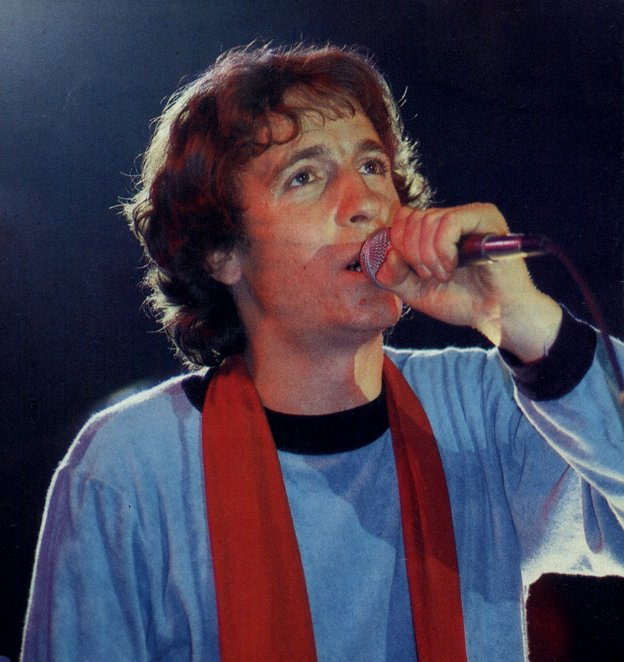
Rino Gaetano
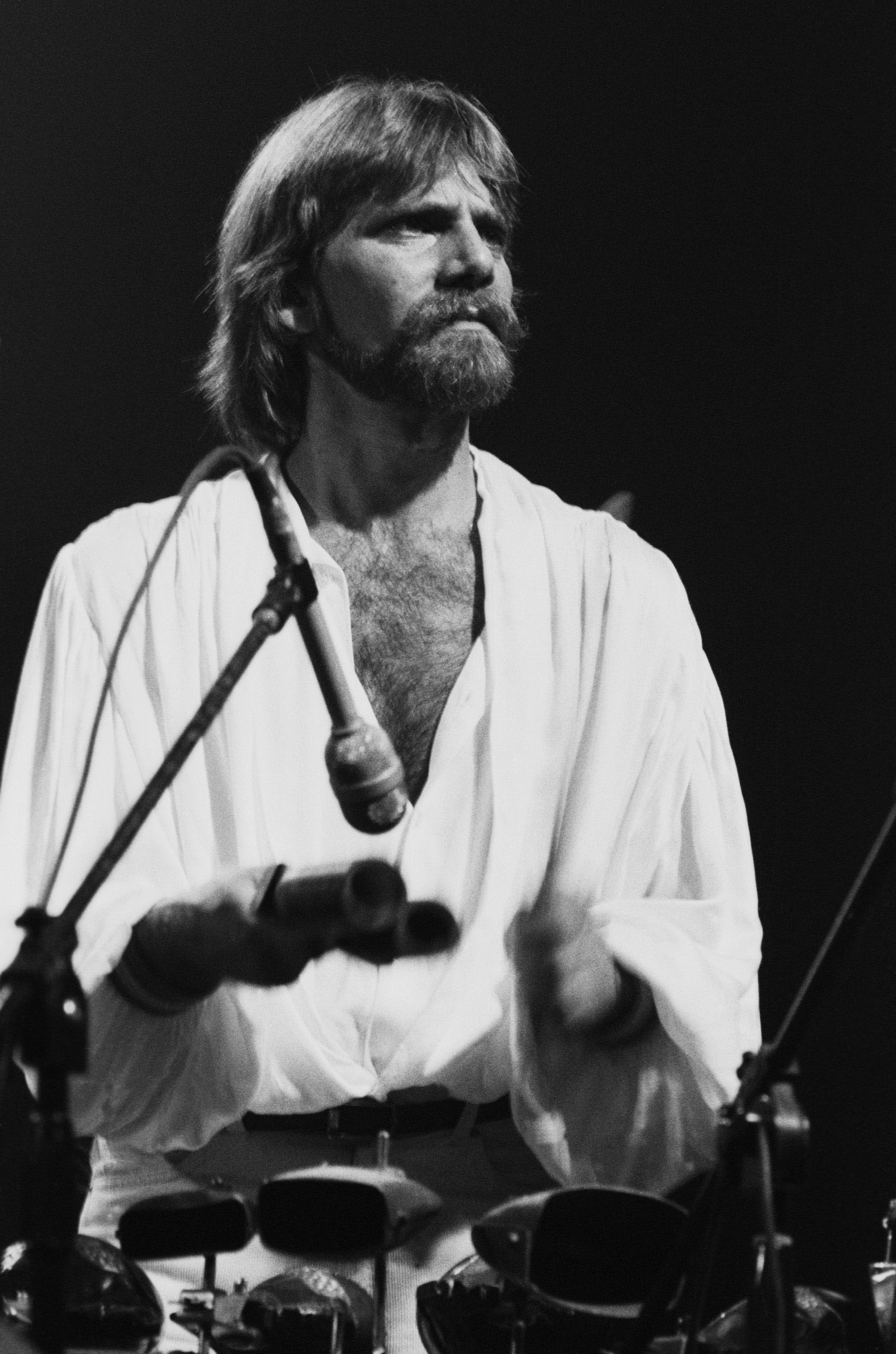
Tony Esposito
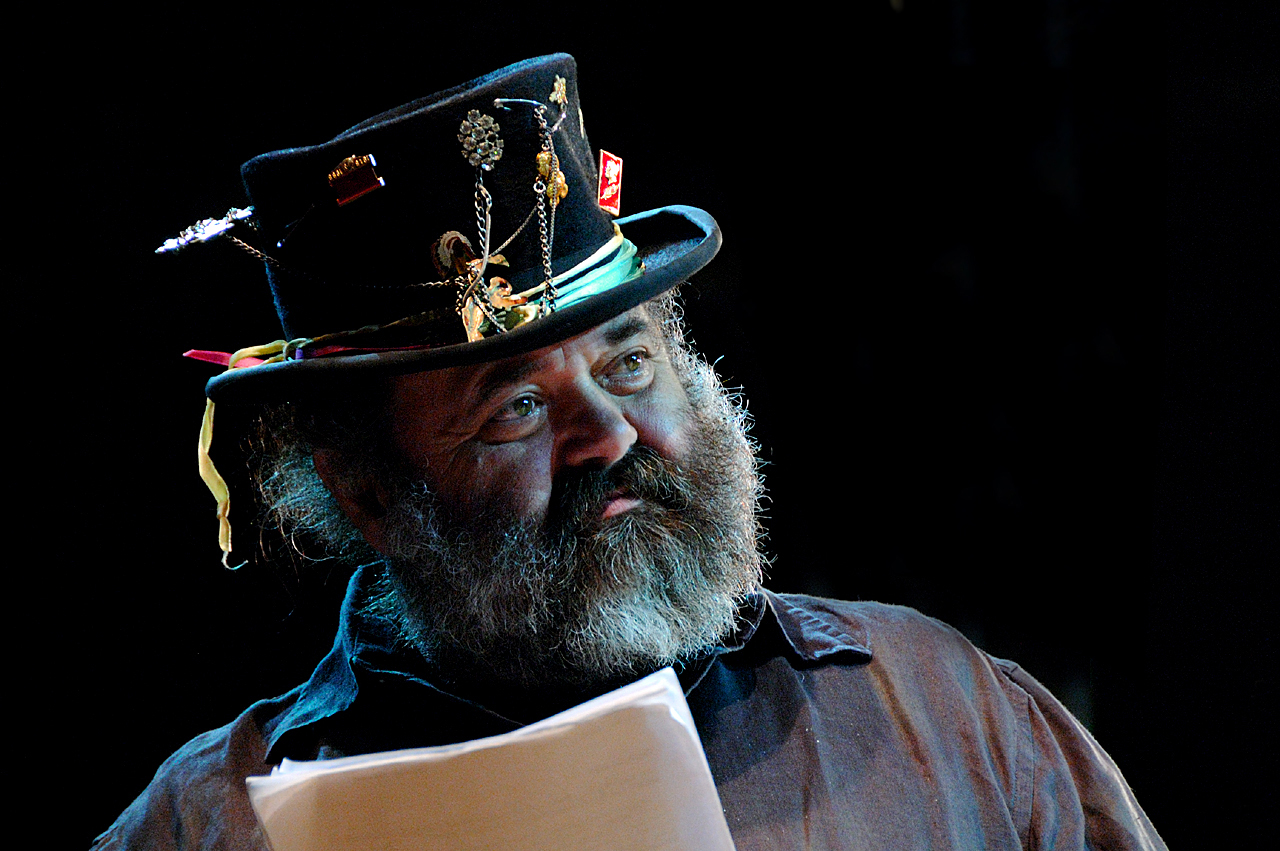
Francesco Di Giacomo (Banco del mutuo soccorso)